# ینیپازار (بیله‌جک)
ینیپازار (به ترکی استانبولی: Yenipazar) یک منطقهٔ مسکونی در ترکیه است که در استان بیله‌جک واقع شده‌است.